# Транум, Торстен
То́рстен Тра́нум-Йе́нсен (дат. Torsten Tranum-Jensen; 24 июля 1979) — датский гребец-байдарочник, выступал за сборную Дании в конце 1990-х — начале 2000-х годов. Участник летних Олимпийских игр в Сиднее, бронзовый призёр чемпионата мира, победитель многих регат национального и международного значения.

## Биография
Торстен Транум родился 24 июля 1979 года. Активно заниматься греблей начал с раннего детства, проходил подготовку в городе Хольте коммуны Рудерсдаль в местном спортивном клубе.
Первого серьёзного успеха на взрослом международном уровне добился в 1999 году, когда попал в основной состав датской национальной сборной и побывал на чемпионате мира в Милане, откуда привёз награду бронзового достоинства, выигранную в зачёте одиночных байдарок на дистанции 1000 метров — в решающем заезде его опередили только немец Луц Ливовски и норвежец Кнут Хольманн.
Благодаря череде удачных выступлений удостоился права защищать честь страны на летних Олимпийских играх 2000 года в Сиднее, стартовал в одиночках на тысяче метрах и занял в финале шестое место, немного не дотянув до призовых позиций. 
Помимо участия в соревнованиях по спринтерской гребле, Транум также регулярно принимал участие в марафонских регатах. Так, в 2002 году он выступил на чемпионате мира по марафонской гребле в испанской Саморе и выиграл в одиночных байдарках серебряную медаль.